# Dwór Miejski w Gdańsku
Dwór Miejski (niem. Stadthof) –  zabytkowy zespół budynków gospodarczych na terenie Głównego Miasta w Gdańsku, powstały z przekształcenia średniowiecznych fortyfikacji. 

## Historia
Kompleks budynków położony jest w okolicy obecnej ul. Za Murami, w południowo-zachodnim krańcu średniowiecznych fortyfikacji Głównego Miasta. Już w połowie XIV wieku w tym miejscu znajdowała się Baszta Narożna oraz ciąg muru niskiego i wysokiego. Umocnienia te stały się przestarzałe i zbędne w związku z rozbudową miejskich fortyfikacji. Na przełomie XVI i XVII wieku zasypano fosę biegnącą wzdłuż murów, a na jej miejscu powstała ujeżdżalnia obok której wzniesiono w tym miejscu Szkołę Fechtunku. W latach 1616–1619 gdański architekt Jan Strakowski wykorzystał mur wysoki i niski do wzniesienia w tym miejscu stajni miejskich, poprzez podwyższenie muru niskiego do poziomu muru wysokiego, dodanie ścian bocznych i zadaszenie powstałej w ten sposób konstrukcji. Trójkątne ściany szczytowe były zwieńczone rzeźbami koni. Dwór Miejski podlegał dalszej rozbudowie w XVII wieku, tworząc zespół budynków gospodarczych w skład których weszły trzy istniejące w tym miejscu baszty murów – wspomniana Baszta Narożna, a także Baszta Schultza i Baszta Browarna. Mieściły się tutaj m.in. arsenał i mennica gdańska. Obiekt spłonął w trakcie oblężenia Gdańska w 1807 roku. W XIX wieku siedzibę miała tutaj miejska straż pożarna. 
W 1903 rozebrano zachodnią część zabudowań w celu przedłużenia ul. Ogarnej. Kompleks został zniszczony w 1945 roku. Odbudowa była prowadzona w latach 1962–1970, celem zlokalizowania w zabudowaniach Domu Harcerza, czyli kompleksu ZHP, zawierającego m.in. pracownie artystyczne i kino, które działają do dziś. W 1967 roku wpisano do rejestru zabytków część zespołu, a konkretniej budynek „zachodni” pod adresem Podgarbary 10 i budynek „południowy” ul. Za Murami 3.

## Galeria

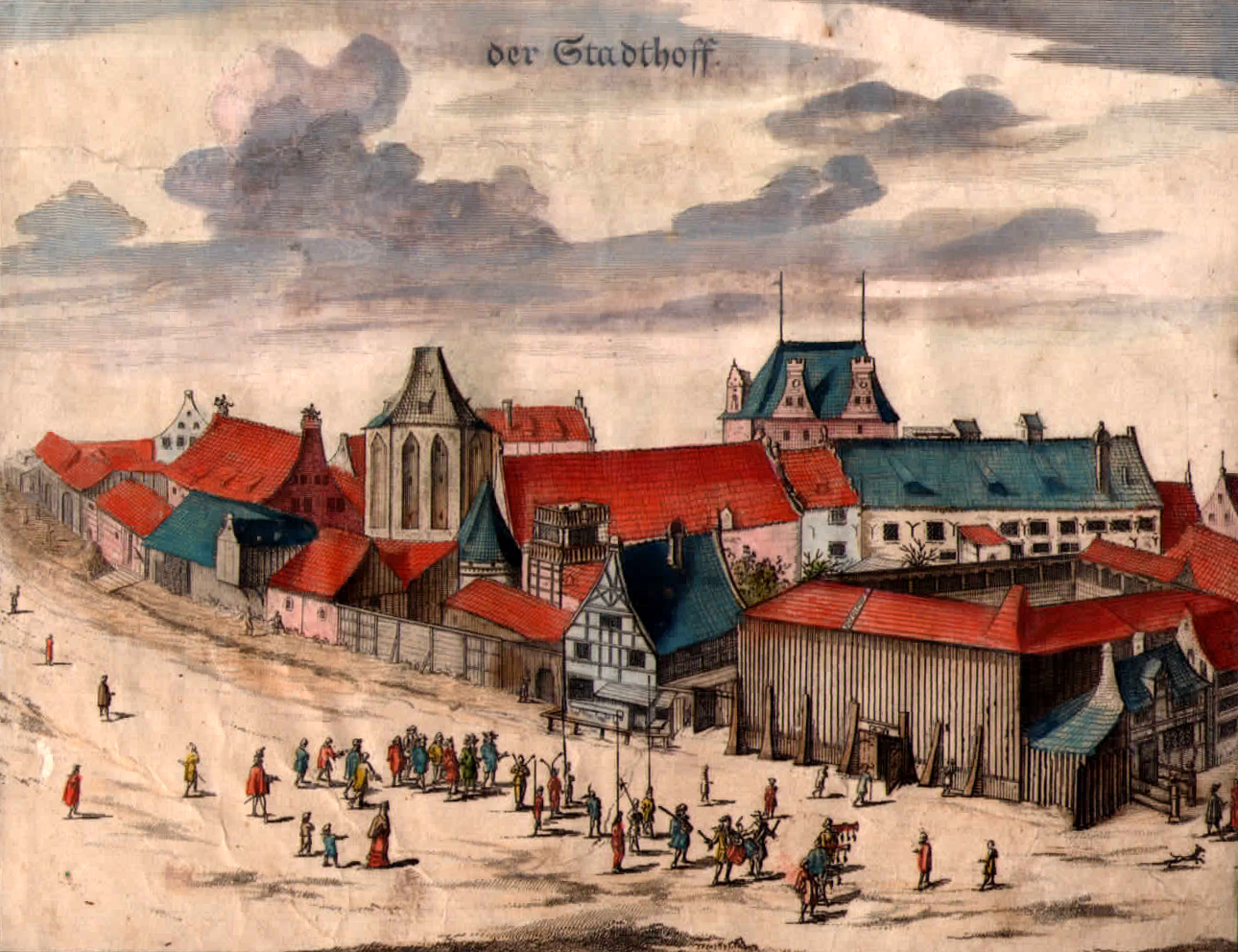
Dwór Miejski w 1650, na pierwszym planie Szkoła Fechtunku
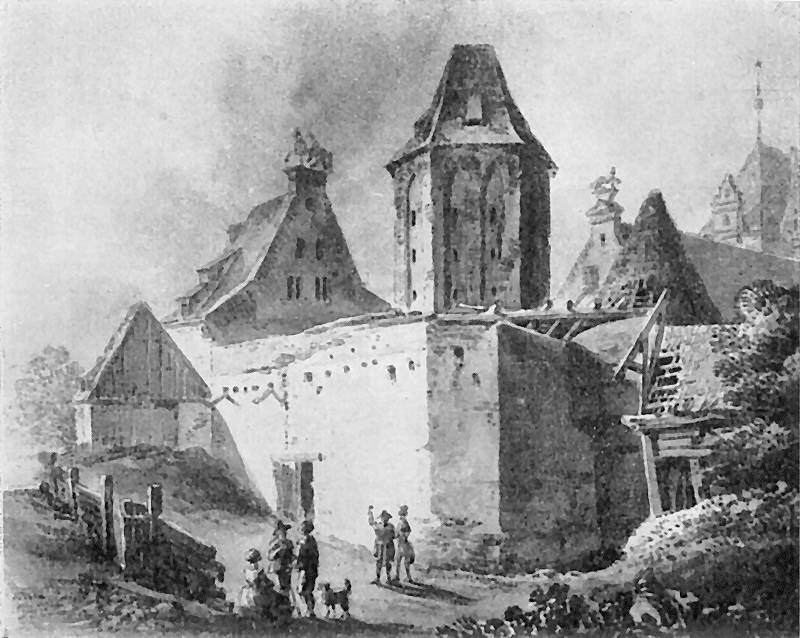
Rycina z końca XVIII w.
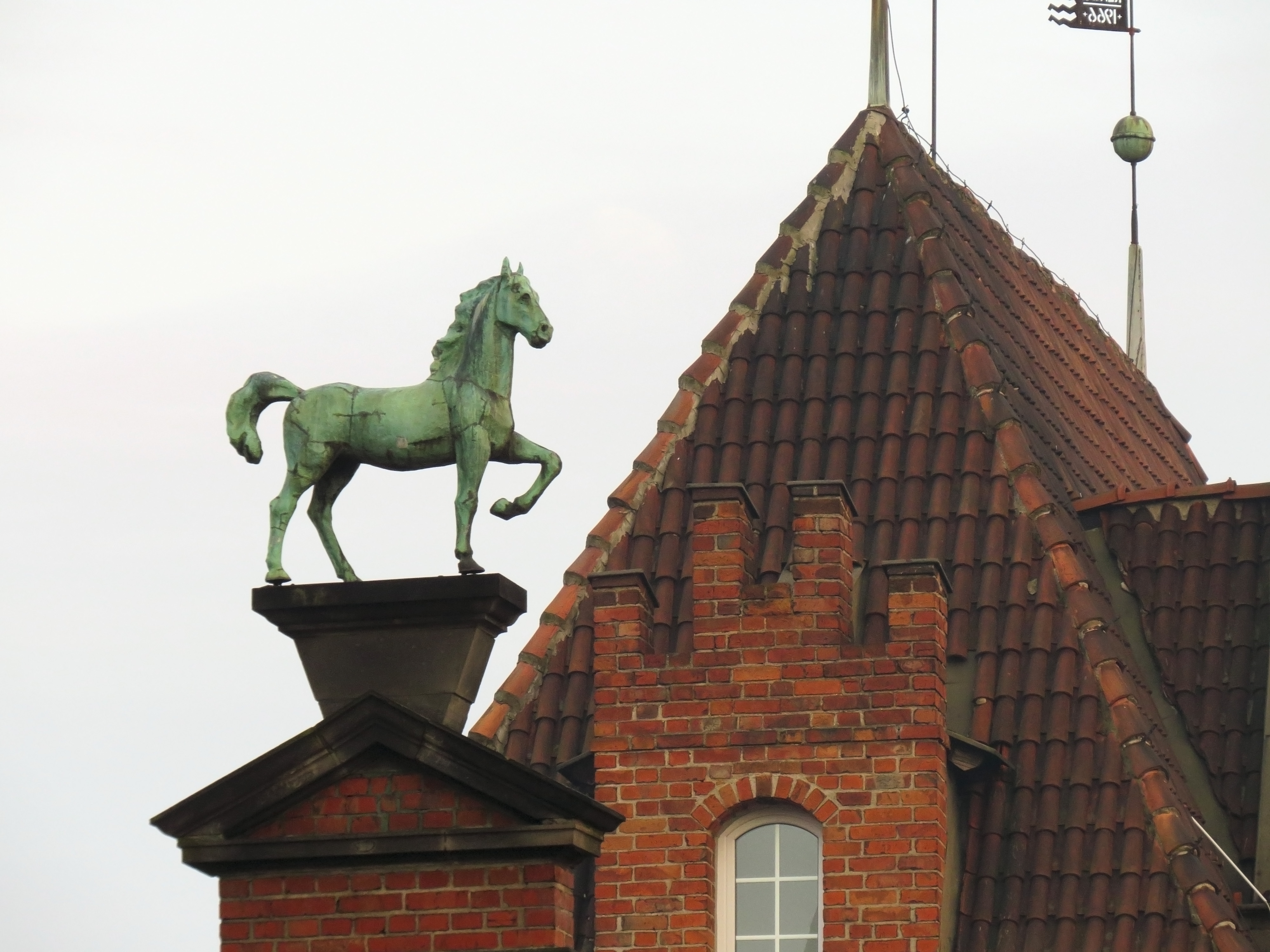
Rzeźba konia na szczycie